# Mauricio Hoffmann
Mauricio Hoffmann Rodríguez (San José, 8 de noviembre de 1983) es un presentador costarricense, es hijo de Nelson Hoffmann y Zully Rodríguez.

## Biografía
Hoffman estudió en el Colegio de Sion.
En 1998, cuando tenía 15 años, su padre, Nelson Hoffman ―que era productor y conductor del programa Hola juventud― le propuso que también fuera conductor del programa. En esa época también participó en la grabación de varios anuncios comerciales.
En 2000 ―a la edad de 17 años― debutó en el actual programa familiar Sábado feliz, producido por Nelson Hoffman. Empezó con una sección pregrabada dedicada al estreno de vídeos musicales, luego inició con un concurso llamado Musicamanía. Fue en Sábado feliz donde su imagen se dio a conocer, actualmente es el presentador principal del programa, siendo uno de los presentadores más famosos del país.
En el 2007 participó como famoso, ganando la primera edición de Bailando por un sueño (versión costarricense). Hizo posible el sueño de una mujer limonense de reconstruirle el rostro a su pequeña hija que padecía de paladar hendido.
En 2008 empezó a ser coconductor ―junto con Edgar Silva― de los reality shows que Teletica, Canal 7 presenta todos los sábados.
A principios de 2008, Hoffman contrajo matrimonio con la presentadora y modelo de Sábado feliz', la exclusiva de la boda fue vendida a la revista TV y Novelas.
Actualmente Mauricio Hoffman continúa en la conducción de Sábado feliz y está estudiando periodismo. Recientemente estrenó su propia academia de baile llamada Hoffman Dance and Move.
Contrajo matrimonio con la periodista Ericka Morera el 28 de febrero de 2015, se separaron en diciembre del 2020 y su divorcio se llevó a cabo el 29 de marzo del 2022. Actualmente se encuentra en una relación sentimental con María José Ulate empresaria y figura pública también.
En agosto de 2010 aceptó la oferta de bailar de nuevo, junto con una soñadora en Bailando por un sueño 3.

## Trayectoria
| Programa                | Televisora       | Rol                                 | Año                        |
| ----------------------- | ---------------- | ----------------------------------- | -------------------------- |
| Dancing with the stars  | Teletica         | celebridad participante (3.° Lugar) | 2022                       |
| Hola Juventud           | Canal 4 y TD MÁS | presentador                         | 1998-2000 2021-actualmente |
| De Boca en Boca         | Teletica         | presentador                         | 2017-actualmente           |
| La rueda de la fortuna  | Teletica         | presentador                         | 2009-2015                  |
| Sábado feliz            | Teletica         | presentador                         | 2000-actualmente           |
| El chinamo              | Teletica         | presentador                         | 2007-2020 2022-presente    |
| El gran juego ATM       | Teletica         | presentador                         | 2013                       |
| Nace una estrella 3     | Teletica         | presentador                         | 2011                       |
| Bailando por un sueño 3 | Teletica         | celebridad participante (3.º lugar) | 2010                       |
| Nace una estrella 2     | Teletica         | presentador                         | 2010                       |
| Studio 7                | Teletica         | presentador                         | 2009                       |
| Súper estrellas 2       | Teletica         | presentador                         | 2009                       |
| Nace una estrella       | Teletica         | presentador                         | 2009                       |
| Bailando por un sueño 2 | Teletica         | presentador                         | 2008                       |
| Super Estrellas         | Teletica         | juez de baile                       | 2008                       |
| Cantando por un sueño   | Teletica         | presentador                         | 2008                       |
| Bailando por un sueño   | Teletica         | celebridad participante (1.º lugar) | 2007                       |